# مایکل آنچر
مایکل آنچر (به دانمارکی: Michael Ancher) (زاده ۹ ژوئن ۱۸۴۹ درگذشته ۱۹ سپتامبر ۱۹۲۷) نقاش دانمارکی پیرو سبک دریافتگری بود. بیشتر موضوع نقاشی‌های مایکل آنکر دربارهٔ ماهیگیران و ساحل شهر اسکاگن در شمال دانمارک می‌باشد. آثار مایکل آنکر کلاسیک هستند. وی از محبوبترین نقاشان دانمارک محسوب می‌گردد.

## نگارخانه

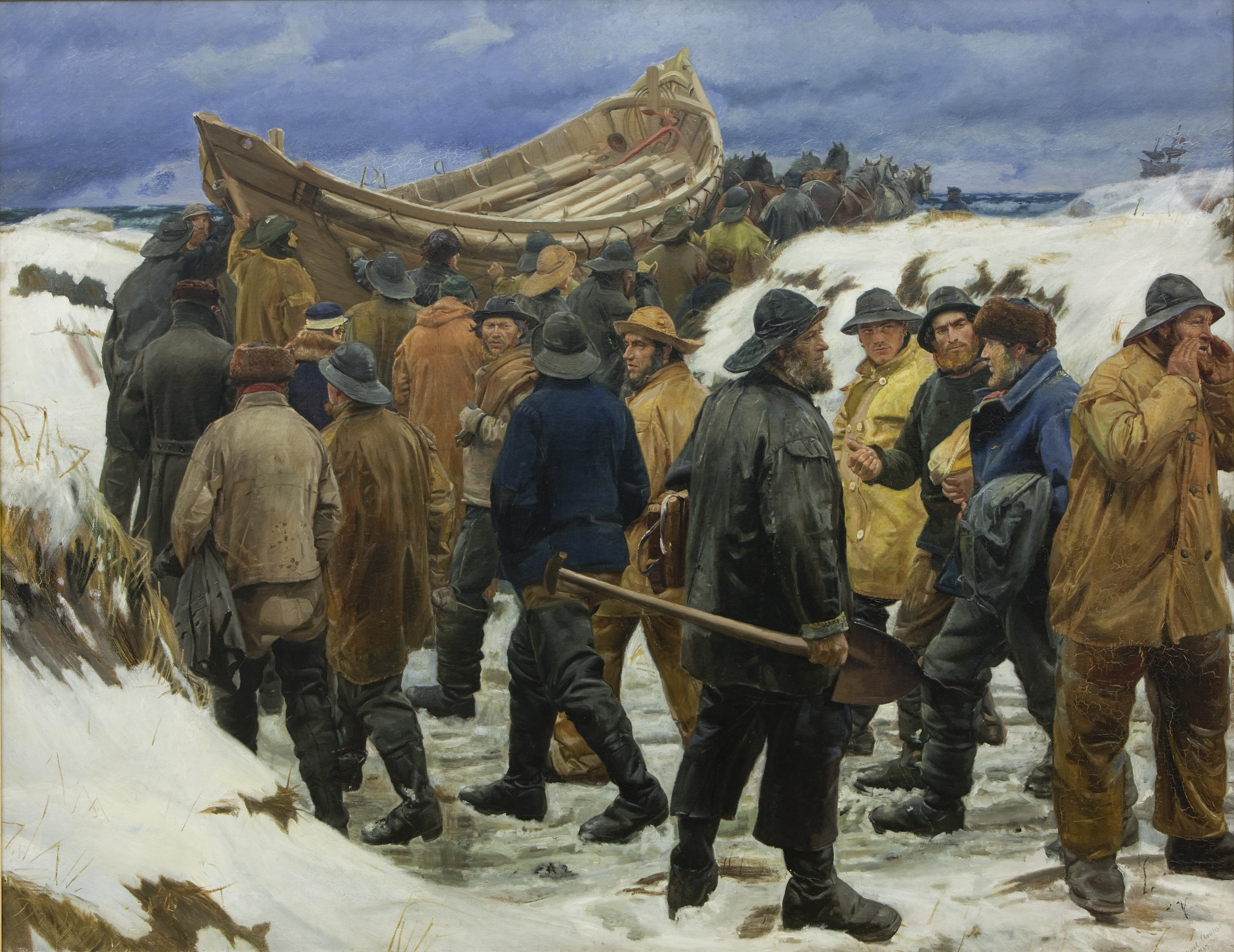
حمل قایق نجات از میان تپه‌ها اثر مایکل آنکر، رنگ روغن روی بوم و به ابعاد ۱۷۱ × ۲۲۱ سانتی‌متر
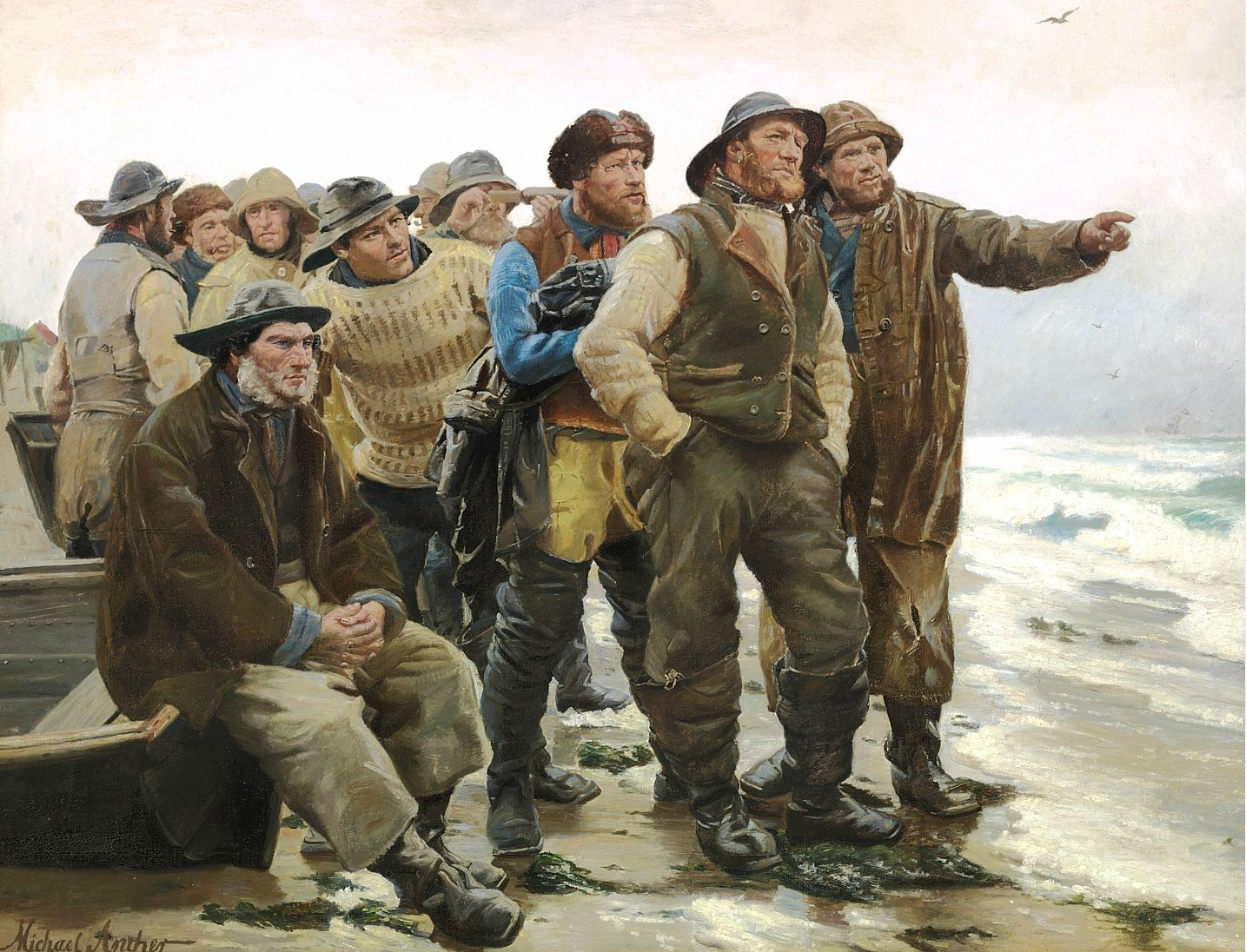
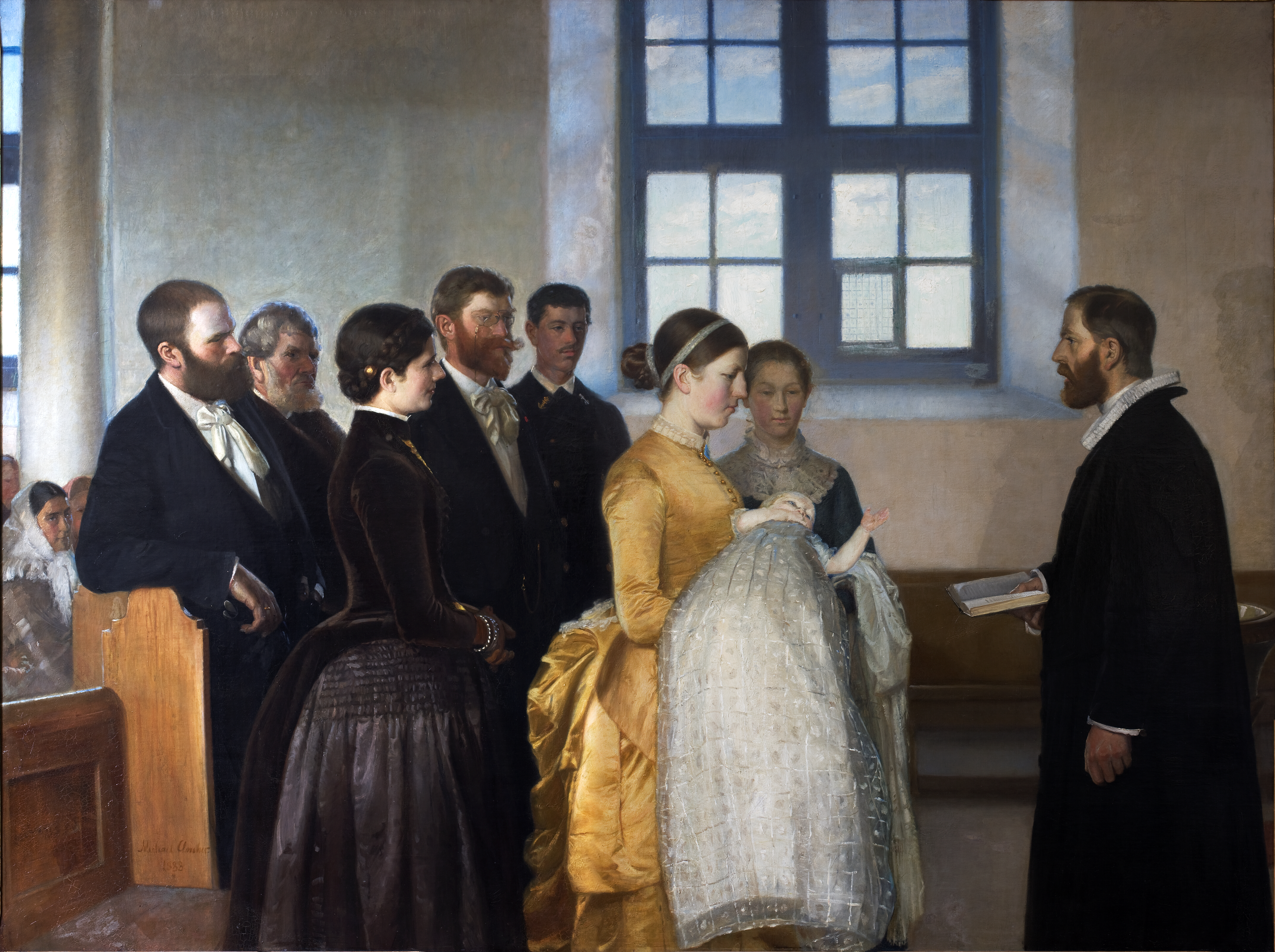
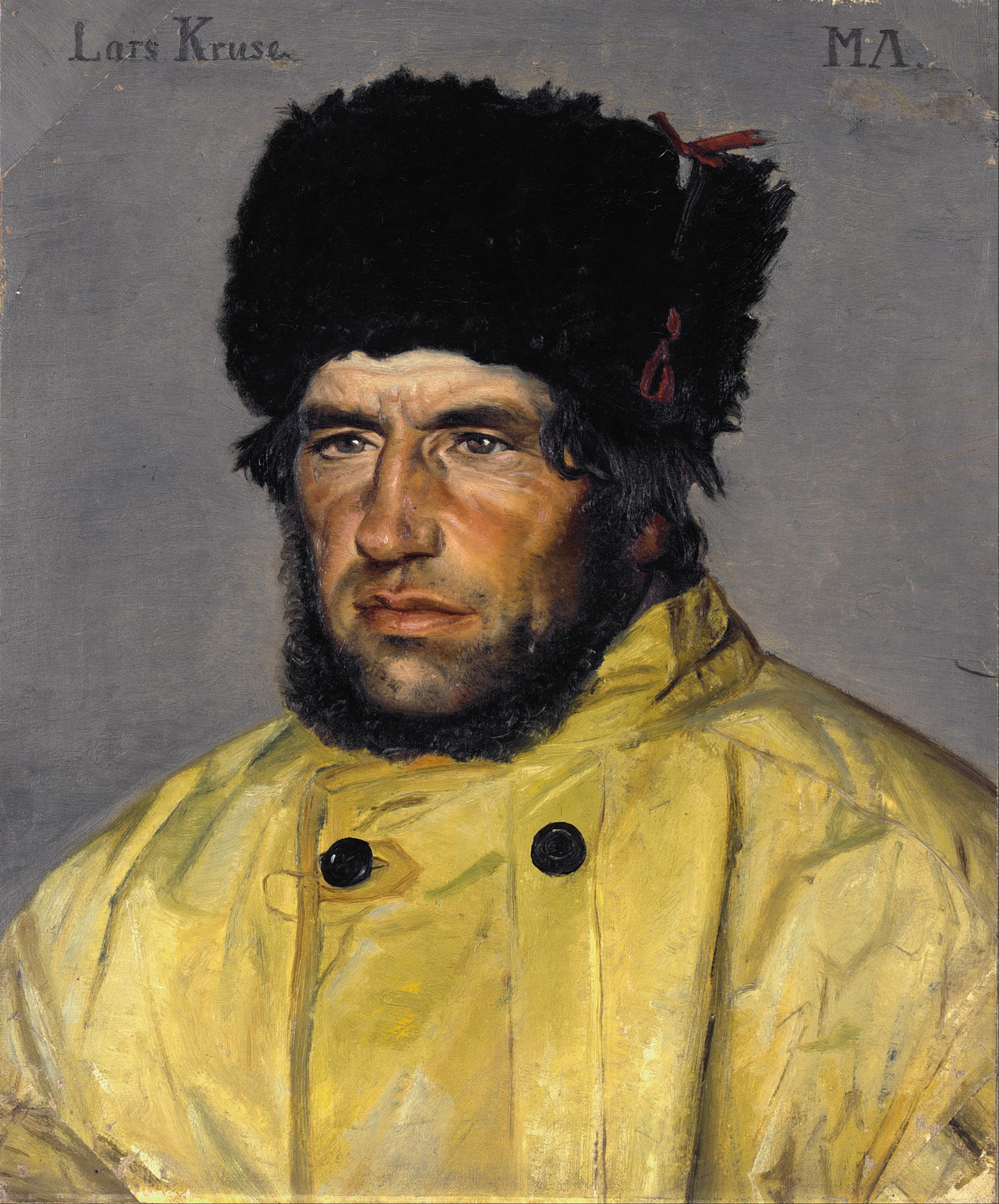
پُرترهٔ لارس کروز ۱۸۸۲ م. موزه اسکاگنز
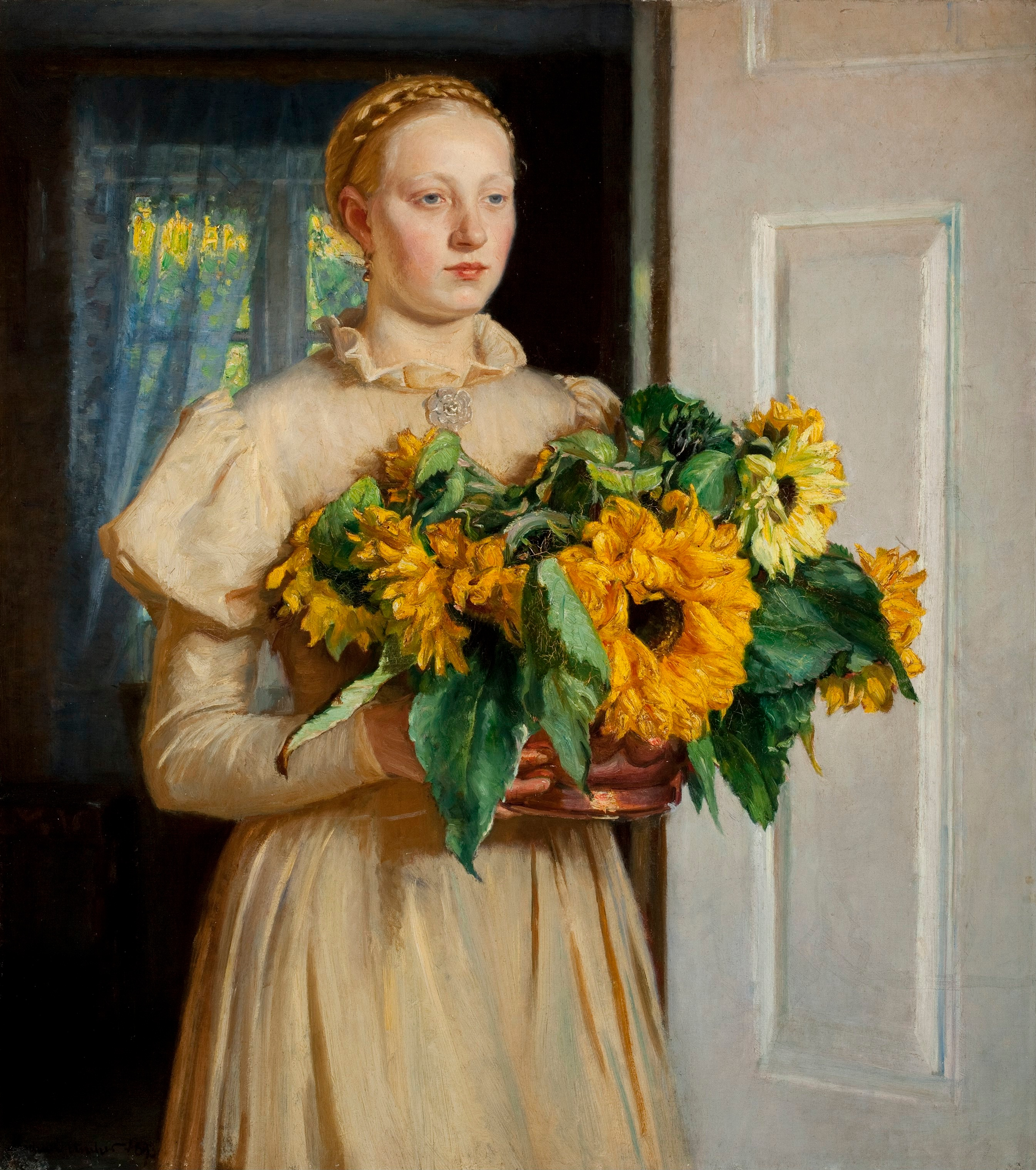
دختری با گل‌های آفتابگردان
۱۸۹۳ م.
موزه اسکاگنز